# Boscia albitrunca
Espèce
Boscia albitrunca (Burch.) Gilg & Benedict, également connu sous le nom de « shepherd's bush » en anglais, omunkuzi en oshivambo, omungwindi en héréro ou witgatboom en afrikaans, est une espèce de plantes à fleurs du genre Boscia et de la famille des Capparaceae. C'est un arbuste présent en Afrique australe (Afrique du Sud, Botswana, Namibie, Zambie).

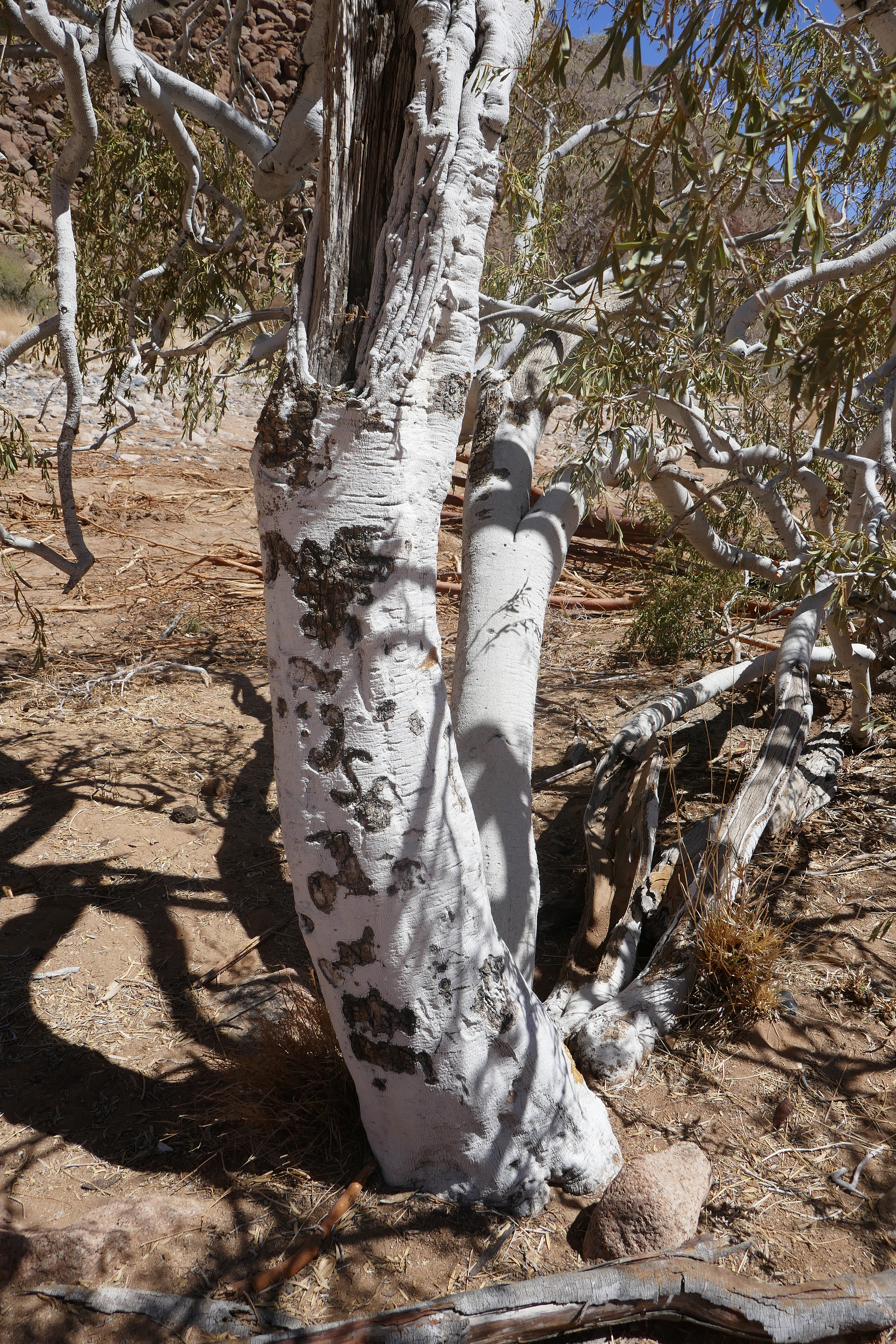
Tronc blanc de Boscia albitrunca dans le massif du Brandberg (en Namibie).

Boscia doit son nom au botaniste français Louis-Augustin Bosc d'Antic. L'épithète spécifique albitrunca fait référence à son tronc clair, voire blanc.

## Liste des variétés
Selon Catalogue of Life (9 janvier 2017) :
- variété Boscia albitrunca var. macrophylla Tölken

Selon The Plant List (9 janvier 2017) :
- variété Boscia albitrunca var. albitrunca

Selon Tropicos (9 janvier 2017) (Attention liste brute contenant possiblement des synonymes) :
- variété Boscia albitrunca var. albitrunca
- variété Boscia albitrunca var. macrophylla Toelken